# Emilie Flygare-Carlén

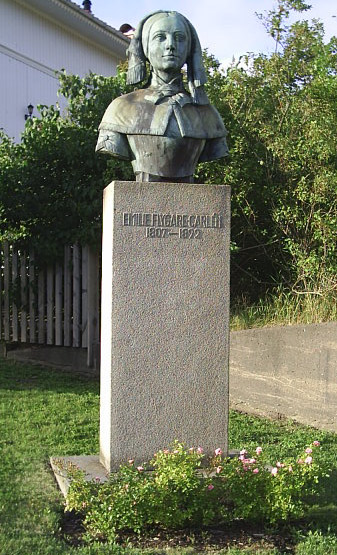
Statue in Strömstad

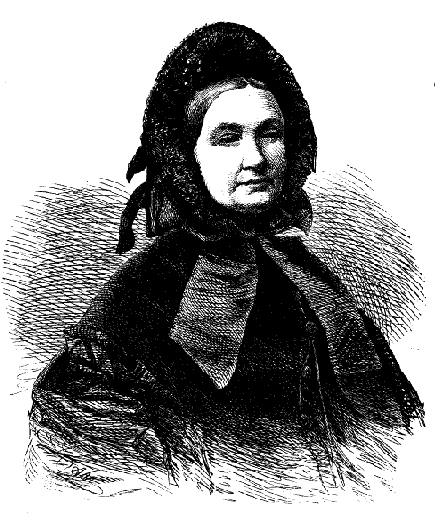
Emilie Flygare-Carlén 1866

Emilie Flygare-Carlén (* 8. August 1807 in Strömstad; † 5. Februar 1892 in Stockholm) war eine schwedische Schriftstellerin.

## Leben
Flygare-Carlén, geborene Smith, heiratete 1827 den Arzt Axel Flygare, der aber 1833 starb. 1834, nach Vollendung des Trauerjahres verlobte sie sich mit dem Rechtsanwalt Johan R. Dalin. Dalin hatte sehr großen Einfluss auf Flygare-Carléns Werk. Er starb im Jahr 1835, noch vor der Geburt der gemeinsamen Tochter Rosaura (Rosa). 1841 heiratete sie den königlichen Sekretär Johan Gabriel Carlén.
In ihren Romanen thematisierte sie das Leben der einfachen Leute. Auf ihr Frühwerk hatte Fredrika Bremer großen Einfluss. Ihr Werk wurde in viele europäische Sprachen übersetzt.
Am 5. Februar 1892 starb Emilie Flygare-Carlén in Stockholm.

## Werke
- Waldemar Klein (1838)
- Representanten (1839)
- Gustaf Lindorm (1839)
- Professorn och hans skyddslingar (1840)
- Fosterbröderne (1840)
- Kyrkoinvigningen i Hammarby (1840–41)
- Skjutsgossen (1841)
- Rosen på Tistelön (1842)
- Kamrer Lassman (1842)
- Ända in i döden(1843)
- Fideikomisset (1844)
- Pål Värning (1844)
- Vinskuporna (1845)
- Bruden på Omberg (1845)
- Enslingen på Johannisskäret (1846)
- Ett år (1846)
- En nat vid Bullarsjön (1847)
- Jungfrutornet (1848)
- En nyckfull qvinna (1848–49)
- Romanhjeltinnan (1849)
- Familjen i dalen (1849)
- Ett rykte (1850)
- Ett lyckligt parti (1851)
- Förmyndaren (1851)
- Et köpmannshus i skärgaerden (1860–61)
- Skuggespel, tidmaelningar och ugdomsbilder (1865)
- En resa till vestra kusten (1869)
- Minnen af svenskt författarlif (1878)
- Efterskörd från en 80-årings författarebana (1887–88)